# Чужий дім
«Чужий дім» (груз. სხვისი სახლი, Skhvisi sakhli) — грузинський драматичний фільм, знятий Русудан Глурджідзе. Світова прем'єра стрічки відбулась 5 липня 2016 року на Карловарському міжнародному кінофестивалі, а в Україні — 21 липня 2016 року на Одеському міжнародному кінофестивалі. Фільм розповідає про дві родини на тлі війни в Абхазії.
Фільм був висунутий Грузією на премію «Оскар» за найкращий фільм іноземною мовою, але не був номінований.

## У ролях
- Саломе Демурія — Іра
- Зураб Магалашвілі — Астамур
- Ія Сухіташвілі — Ія
- Катерина Джапарідзе — Ната
- Ольга Диховічна — Ліза
- Сабіна Ахмедова

## Нагороди й номінації
| Список нагород і номінацій              | Список нагород і номінацій | Список нагород і номінацій                  | Список нагород і номінацій | Список нагород і номінацій | Список нагород і номінацій |
| Кінопремія                              | Дата церемонії             | Категорія                                   | Номінант(и)                | Результат                  | Дж                         |
| --------------------------------------- | -------------------------- | ------------------------------------------- | -------------------------- | -------------------------- | -------------------------- |
| Американське товариство кінооператорів  | 4 лютого 2017              | Найкращий кінооператор фестивального фільму | Горка Гомез Андреу         | В очікуванні               | [ 3 ]                      |
| Карловарський міжнародний кінофестиваль | 9 липня 2016               | Найкращий фільм «East of the West»          | «Чужий дім»                | Перемога                   |                            |
| Одеський міжнародний кінофестиваль      | 23 липня 2016              | Найкращий фільм                             | «Чужий дім»                | Номінація                  |                            |